# Leonard (Sänger)

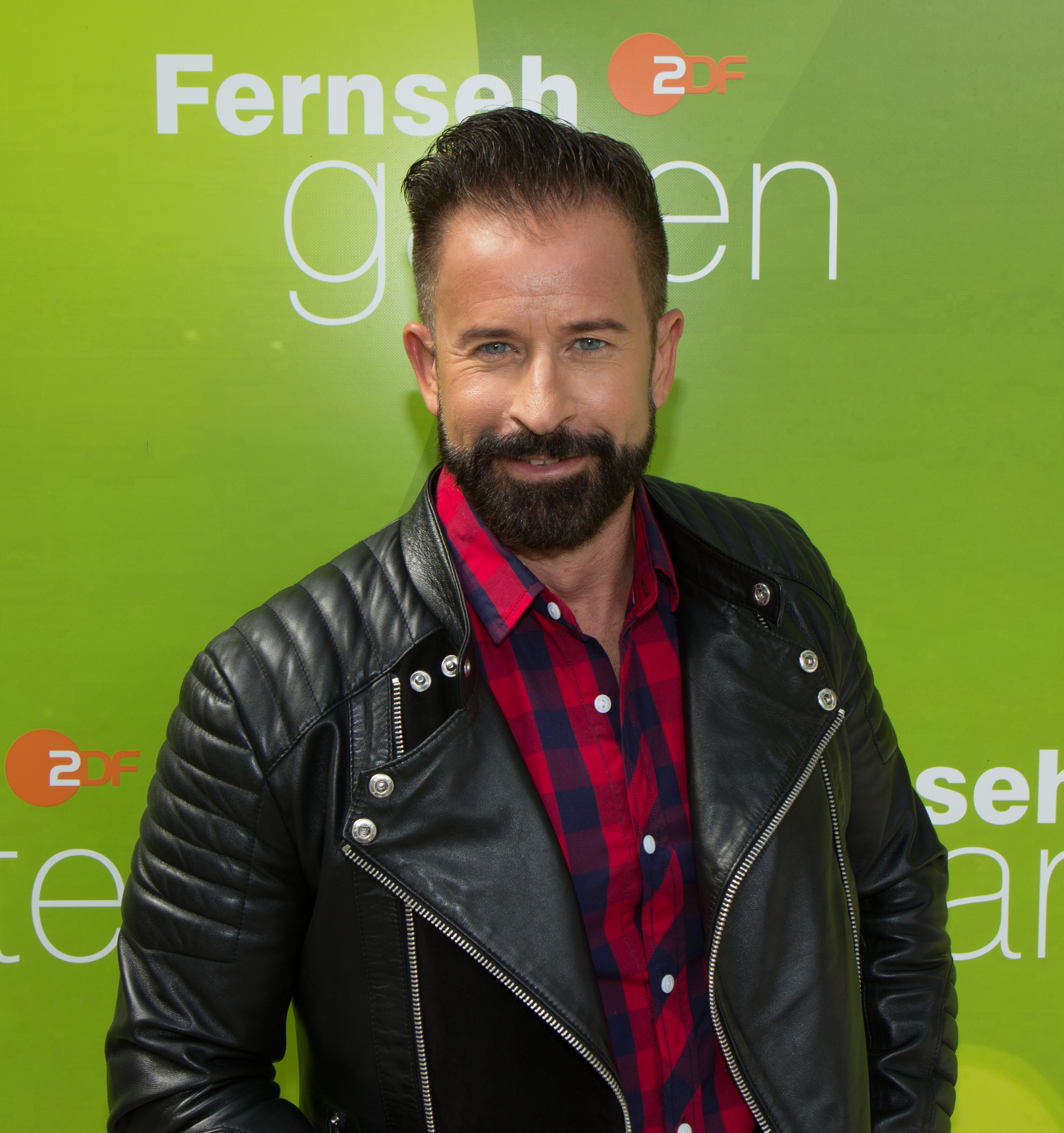
Leonard, 2018

Leonard (* 3. Januar 1964 als Carlo Schenker in Seedorf, Uri, Schweiz) ist ein Schweizer Schlagersänger, Moderator, Songwriter und stilistisch zwischen Schlager und Popmusik einzuordnen. Leonard ist seit 1985 in der Schlagerbranche aktiv und hat 26 Langspieltonträger veröffentlicht.

## Leben

### Familie und Ausbildung
Leonard wuchs mit drei Brüdern in Seedorf auf. Sein Vater war Betriebsleiter, seine Mutter Lehrerin. Nach der Schulzeit absolvierte er eine Lehre bei einem Schuhhersteller zum Werbekaufmann. Bis 1990 arbeitete er als Werbetexter für ein Versandhaus. Ein Jahr später begann er als Redakteur und Moderator bei einem örtlichen Radiosender. Nach eigener Aussage wurde er von Monica Morells Ich fange nie mehr was an einem Sonntag an „unheilbar mit dem Schlagervirus infiziert“. Morell ist auch seine erklärte Lieblingssängerin.
Leonard lebt in einer gleichgeschlechtlichen Partnerschaft, was er künstlerisch unter anderem in dem Lied und Single-Auskopplung Hauptsache du liebst verarbeitete. Er unterstützte moralisch das kantonale und gesamtschweizerische Partnerschaftsgesetz. Mit dem Titel Frag nicht Johnny möchte er Mut zum Coming-out machen. Leonard wohnt im Kanton Luzern, in der Zentralschweiz und ist in einer festen Beziehung. In seiner Freizeit fährt er Motorrad und treibt ausgiebig Sport.
Leonard ist der Bruder des Kulturjournalisten Felix Schenker und der Cousin der SRF-Redaktorin und Moderatorin Sabine Dahinden (* 14. August 1968).

### Schlager
Leonards Gesangskarriere begann 1985, als er sich dazu entschied, eine Single zu produzieren: (Einfach davon träumen). Er schrieb, bezahlte und vertrieb sie selbst. 1987 erschien auch in Deutschland die erste Single und 1989 das erste Album Reise in die Zärtlichkeit. Seinen ersten grossen Hit hatte er 1989 mit Voulez-vous danser. Danach erschienen weitere Singles, die fast ausnahmslos zu Hits wurden. Leonard wurde Gast ist zahlreichen Fernseh- und Rundfunkveranstaltungen. So trat er mehrfach in der ZDF-Hitparade und der Deutschen Schlagerparade sowie anderer Sendungen, wie Strasse der Lieder, Schlagermagazin und ZDF-Fernsehgarten auf. Daneben führten ihn zahlreiche Tourneen nach Deutschland, Österreich, in die Niederlande, nach Belgien und Italien. Er gastierte auch in Ägypten, Dubai, in der Karibik, in New York, Toronto, Finnland, Griechenland und Thailand.
1997 nahm Leonard bei den Deutschen Schlager-Festspielen teil und erreichte mit Wo Liebe lebt den 2. Platz („Silberne Muse“). 1998 war er Teilnehmer am Grand Prix des Schlagers, wo er mit Ich bin da den 7. Platz belegte.
Außer als Schlagersänger tritt Leonard auch als Moderator von Unterhaltungsveranstaltungen auf. 1997 bot ihm das Schweizerische Fernsehen die Moderation der Schlager-Show Schlag auf Schlager an, die von 1998 bis 2000 ausgestrahlt wurde. Unter dem Titel Hit auf Hit folgte 2001 eine Fortsetzung, eine Verlegung vom Montag- auf den Samstagabend unter der Bezeichnung Rondo Mondo im Jahr 2002 erfüllte nicht die Erwartungen. Leonard gab die Moderation nach nur einer Sendung ab. Ein Höhepunkt seiner Karriere waren die Moderationen des „Grand Prix des volkstümlichen Schlagers“ im Jahr 2000 sowie mehrerer Schweizer Vorentscheidungen für den Grand Prix der Volksmusik. Bis 2006 veröffentlichte Leonard bei Koch-International bzw. Koch-Universal, seitdem erscheinen seine Platten bei DA-Music in Diepholz.
Der MDR produzierte 1998 mit ihm das Porträt Leonard: Träume sind immer dabei, wo er neben seinen bekanntesten Liedern auch seine Heimat rund um den Vierwaldstättersee vorstellte. Es folgten weitere Sendungen mit Leonard als Moderator wie Schlagerreise Mittelmeer (1999), Typisch Schweiz, die Hit auf Hit-Schlagerreise mit Leonard und seinen Gästen (2000), Hit auf Hit am Lago Maggiore (2003), Hit auf Hit an der Adria (2004) und Hit auf Hit – in den Schweizer Alpen (2005). Für die SRF Musikwelle ist er weiter als Moderator tätig. 
Das Niveau von aktuellen Schlagern und Musicals kommentierte Leonard ausgesprochen kritisch, so würden von Radiosendern mittlerweile Titel gespielt, „die früher nicht die geringste Chance gehabt hätten, weil sie einfach zu billig produziert waren oder schlichtweg falsch gesungen“. Das Musical Ich war noch niemals in New York hat für ihn eine „sehr dünne und oberflächliche Story“.

## Ehrungen
- 1995: „Die goldene Antenne“ BRF
- 1997: „Silberne Muse“
- 1998: „Prix Walo“ als bester Sänger im Bereich Schlager/Volksmusik
- 2015: „Die goldene Antenne“ des Belgischen Rundfunks

## Diskografie
Alben
- 1988: Reise in die Zärtlichkeit
- 1990: Ich liebe dich
- 1991: Die Liebe überlebt
- 1992: Das kann nur die Liebe sein
- 1993: Schön, wenn noch Wunder gescheh'n
- 1994: Alles nur für dich
- 1995: Jetzt oder nie
- 1997: Liebeserklärungen
- 1998: Die grossen Single-Hits
- 1998: Träume sind immer dabei
- 1999: Deshalb bin ich hier
- 2000: Ich lass dich nicht geh'n
- 2001: Rhythmus der Nacht
- 2002: Nimm meine Liebe
- 2003: Wenn du wiederkommst
- 2005: Wunderbare Jahre
- 2006: Hautnah
- 2007: Fliegen ohne Flügel
- 2009v Lass mir ein bisschen von dir hier
- 2010: Die Jahre hinter mir
- 2012: Über Steine zu den Sternen
- 2014: Noch lange nicht alles
- 2015: Hit auf Hit-30 Jahre Leonard – Die ultimative Best of
- 2016: Auf meinem Weg
- 2018: Lerne im Regen tanzen
- 2021: Lachen und Weinen
- 2024: Es gibt noch Wunder
- 2025: 40 Jahre – 40 Hits

Singles
- 1985: Einfach davon träumen (als Leonard Schenker)
- 1987: Schau mir in die Augen
- 1988: Angelina
- 1989: Voulez-vous danser
- 1989: Bella Romantica
- 1990: Ich liebe dich
- 1990: Viel zu lang von euch getrennt
- 1991: Doch weinen muss jeder allein
- 1992: Das kann nur die Liebe sein
- 1992: Das wird ein heißer Sommer
- 1992: Regenbogen
- 1993: Sowas von verliebt
- 1993: Warum sollten wir zwei es nicht probier'n
- 1994: Nur du, nur du
- 1994: Davon träume ich
- 1994: Comme ci – Comme ca
- 1995: Doreen
- 1995: Hey du (Willst du mit mir träumen)
- 1995: Du, ich brauch dich
- 1996: Ein kleines Lied
- 1996: Wie Mona Lisa
- 1996: Nur die Liebe macht uns reich
- 1997: Der Wind, der meine Flügel trägt
- 1997: Wo Liebe lebt
- 1997: Ohne dich würd ich sterben
- 1998: Wenn du mich berührst
- 1998: Ich bin da
- 1998: Wie schön du bist
- 1998: Es geht uns so gut
- 1998: Weihnacht in uns'ren Herzen
- 1999: Tanz nicht allein
- 1999: Deshalb bin ich hier
- 2000: Lass ich dich heut geh'n
- 2000: Rhythmus der Nacht
- 2001: Einmal im Leben
- 2001: Doch mich selber kenn ich nicht
- 2001: Hauptsache du liebst
- 2002: Du bist das Leben
- 2002: Wenn's dich nicht gäb
- 2003: Aug um Auge macht die ganze Welt blind
- 2003: Was soll ich von meinen Falten halten
- 2003: Manchmal braucht die Wahrheit Zeit
- 2004: Ich schenk dir die Sterne
- 2005: Wann hab ich dich velorn
- 2005: Bis ich auf eignen Beinen steh
- 2006: Ich hab das Gras flüstern hör'n
- 2006: Taxi zum Mond
- 2006: Dort, wo alle Straßen enden
- 2007: Ich will die Lieder wieder
- 2007: Wer weiß denn schon, was Sünde ist
- 2007: Fliegen ohne Flügel
- 2008: Auch beim zweiten Mal tat's noch weh
- 2008: Bis dann Susann
- 2009: Ich bewache deine Träume
- 2009: Geh mit Gott
- 2009: Hände, die dir helfen
- 2010: Die Sehnsucht, die nach dir ruft
- 2010: Die Jahre hinter mir
- 2012: Über Steine zu den Sternen
- 2012: Wer spielt denn heut schon noch Mikado
- 2012: Sei es, wie's sei
- 2012: Monopoly
- 2013: Auf den Flügeln Deiner Liebe
- 2013: Die Liebe ist ein Wunder
- 2014: Das ist noch lange nicht alles
- 2014: Du hast meine Seele geheilt
- 2014: Sag mir einmal noch, dass Du mich liebst
- 2015: Wahre Liebe macht nicht blind
- 2015: Unser Lullaby
- 2016: Mein Talent für den falschen Moment
- 2016: Zwei wie wir
- 2017: Krone richten und weitergeh'n
- 2017: Auf dem Weg nach oben
- 2017: Leben ohne Dich
- 2018: Sag mir nicht "I love you"
- 2018: Vielleicht (Duett mit Sabrina Sauder)
- 2018: Aber noch lebst Du
- 2019: Ich will es gar nicht wissen
- 2019: Was Du Freiheit nennst
- 2020: Ein neuer Frühling
- 2020: Drei Wochen lang
- 2021: Bis der Teufel sich verliebt
- 2021: Wehende Fahnen
- 2022: Lachen und Weinen
- 2022: Die Hymne uns'res Lebens
- 2022: Durch dick und dünn( Duett mit Sabrina Sauder)
- 2022: Manchmal geht die Liebe ganz leis’
- 2023: Was der Tag uns bringt
- 2024: Es gibt noch Wunder